# Seljord
Seljord és un municipi situat al comtat de Telemark, Noruega. Té 2.991 habitants (2016) i la seva superfície és de 715,08 km². El centre administratiu del municipi és el poble homònim.